# Mòdul lunar Apollo
El mòdul lunar Apollo (originalment en anglès Apollo Lunar Module o abreviat LM), originalment designat el Lunar Excursion Module (LEM, en cat. 'mòdul d'excursió lunar'), va ser la part del mòdul de descens de la nau espacial Apollo fabricat pel programa Apollo estatunidenc per transportar una tripulació de dues persones de l'òrbita lunar a la superfície i de retorn.
Dissenyat amb la idea inicial de John C. Houbolt del Centre d'Investigacions Langley, que el va presentar juntament amb Charles Mathews del Marshall Space Flight Center el 6 de febrer de 1962 com a resposta al programa de descens lunar basat en la trobada en òrbita del tipus rencontre en òrbita lunar (LOR), va consistir en una etapa d'ascens i una de descens, i va ser transportada a l'òrbita lunar pel seu company mòdul de comandament i servei (CSM), una nau espacial separada d'aproximadament el doble de la seva massa, que també va transportar als astronautes de retorn cap a la Terra. Després de completar la seva missió, es presindia del LM. Era capaç de funcionar només a l'espai ultraterrestre; estructuralment i aerodinàmicament no era capaç de volar a través de l'atmosfera de la Terra. El mòdul lunar va ser la primera nau espacial tripulada en operar exclusivament en el buit sense aire de l'espai. Va ser el primer i fins ara únic, vehicle amb tripulació per aterrar sobre un objecte natural en el sistema solar que no sigui la Terra.
Se'n feren en total 20 unitats, 9 de les quals eren vehicles de prova i la resta unitats de vol de les quals sis van allunar amb èxit entre 1969 i 1972, i una setena va proveir de propulsió i suport vital per la tripulació de l'Apollo 13 quan el seu CSM va ser inhabilitat per una explosió del tanc d'oxigen en ruta a la Lluna.
El desenvolupament del LM va estar plagat de problemes que retardaven el seu primer vol sense tripulació durant uns deu mesos, i el seu primer vol tripulat durant uns tres mesos. Malgrat això, el LM eventualment es va convertir en el component més fiable del vehicle espacial Apollo/Saturn, l'únic component que mai va patir un fracàs que va afectar significativament a una missió.
La NASA va sol·licitar ofertes per al desenvolupament i construcció del L.M. a 11 empreses aeroespacials. Finalment se n'assignà la construcció a la companyia estatunidenca Grumman Aircraft Engineering Corporation, l'11 de març de 1963. El cost total del LM per al desenvolupament i les unitats produïdes va ser de 21.300 milions de dòlars de 2016, ajustant des d'un total nominal de 2.200 milions de dòlars utilitzant els índexs d'inflació de nova creació de la NASA.

## Context: l'elecció de l'encontre orbital lunar (1961-1962)

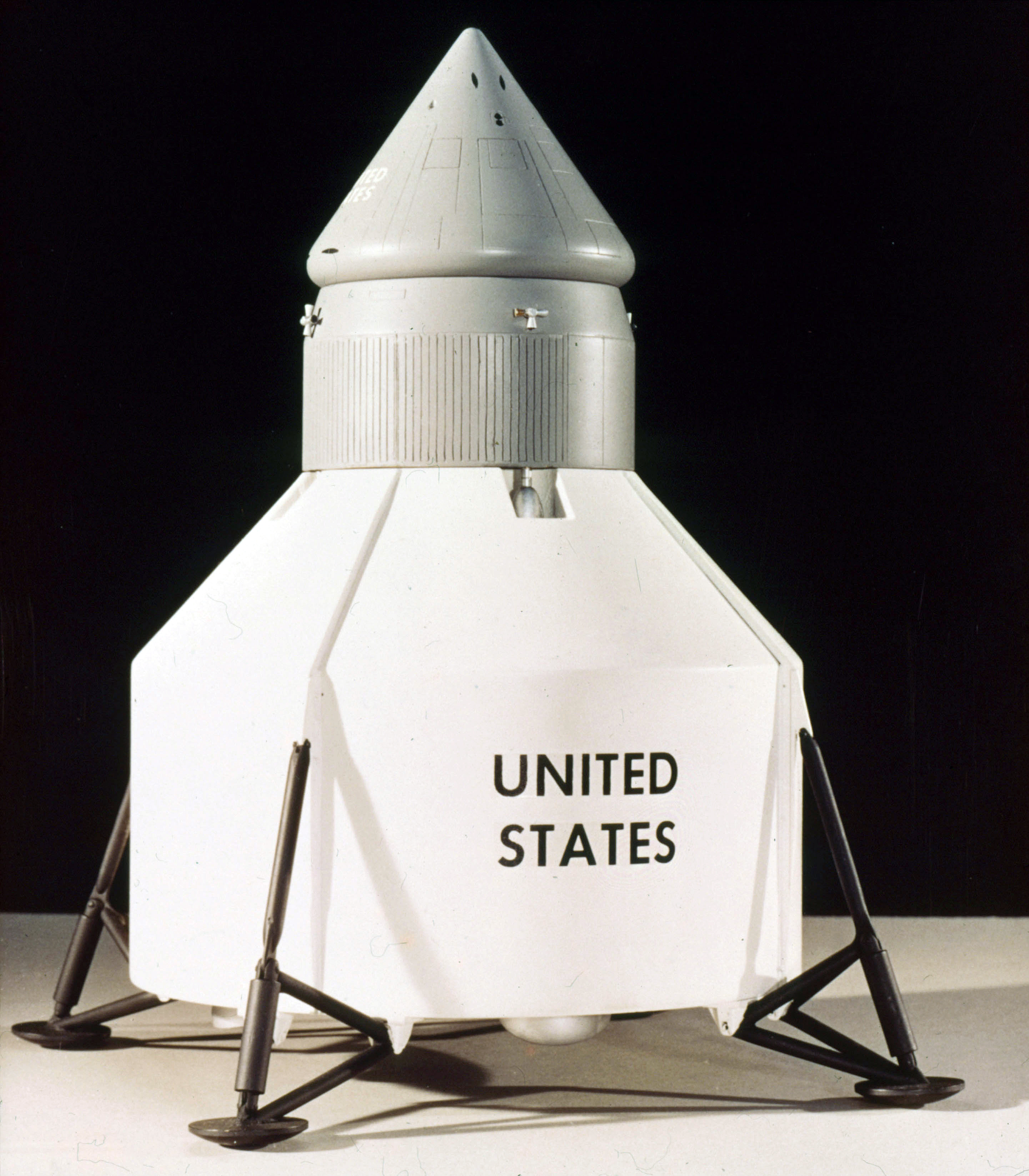
Escenari del vol directe: model de la nau espacial que allunaria (NASA el 1962). Els mòduls de control i servei situats a la part superior proporcionen l'escala.

El 1959, l'agència espacial estatunidenca va llançar estudis en perspectiva a llarg termini per determinar les tècniques per enviar persones a la lluna. Es van estendre tres escenaris principals:
- L'enviament directe d'una nau a la Lluna (ascensió directa); un coet de forta potència, de tipus Nova, impulsa la nau completa (vehicle lunar i nau espacial utilitzada per retornar) a la Terra) cap a la Lluna; la totalitat aterra a la Lluna i després es torna a enlairar per tornar a la Terra.
- El rencontre orbital al voltant de la Terra (EOR Earth-Orbit Rendez-vous, 'rencontre Terra-Òrbita'): per limitar els riscos i els costos de desenvolupar el coet gegant que requereix el primer escenari, s'envien els components de la nau a la òrbita terrestre per dos coets (o més) menys potents. Aquests diferents elements s'uneixen en òrbita pels astronautes que poden utilitzar una estació espacial com a base logística. El curs del vol de la nau, posteriorment, és similar al del primer escenari.
- El rencontre en òrbita lunar (LOR de Lunar Orbital Rendez-vous, 'rencontre orbital lunar'): es necessita un sol coet, però la nau enviada a la lluna té dos subconjunts que se separen un cop arriba a l'òrbita lunar: l'anomenat mòdul lunar aterra amb part de la tripulació a la Lluna i torna a sortir pe trobar-se amb els astronautes a l'anomenat mòdul de comandament, que gira al voltant de la lluna, que suporta el retorn dels astronautes a la Terra. Aquesta solució permet estalviar pes en comparació amb els altres dos escenaris (es necessita molt menys combustible per a l'aterratge i l'enlairament) i permet dissenyar una nau optimitzada per aterrar i romandre a la Lluna. El coet per desenvolupar és menys potent que el que requereix el primer escenari.

El llavors president estatunidenc John Kennedy va proposar a la NASA el 25 d maig de 1961 l'objectiu de fer aterrar persones a la Lluna abans del final de la dècada, tot i que l'avaluació d'aquests 3 mètodes no era prou avançada. D'alta banda, la NASA encara no havia realitzat cap vol espacial tripulat (el primer vol orbital de la càpsula Mercury no va arribar fins al setembre de 1961). L'agència espacial havia d'avaluar les dificultats sobre el reencontre de naus espacials i l'aptitud dels astronautes en mantenir-se en estades prolongades a l'espai així com treballar-hi; diversos coets van tenir una sèrie de fracassos, el que va incitar a la prudència en la tria de la tècnica. La NASA era conscient que la tria del mètode condiciona les característiques dels vehicles espacials i els coets per desenvolupar, i que qualsevol retard en la presa de decisió seria un factor de fracassos propers, sent important la investigació prèvia. Els responsables de la NASA havien d'avaluar i estudiar els escenaris així com la seva selecció final en un any.

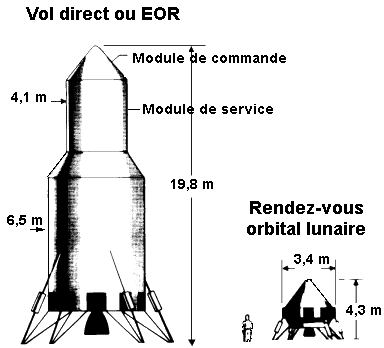
Comparació de les mides dels vehicles lunars segons l'escenari de la missió (la mida de l'escenari LOR està subestimada)